# Othmar von Ege
Othmar von Ege (* 24. Februar 1847 in Eisenharz; † 14. September 1913 in Rottenburg am Neckar) war ein deutscher römisch-katholischer Geistlicher und Generalvikar des Bistums Rottenburg.

## Leben
Nach dem Abitur in Ehingen (Donau) studierte Ege katholische Theologie, Philosophie und Philologie an der Eberhard Karls Universität Tübingen. Er empfing 1872 das Sakrament der Priesterweihe und war danach Vikar in Oberteuringen.
Ege war von 1874 bis 1879 Repetent am Wilhelmsstift in Tübingen, bevor er 1880 Stadtpfarrer in Friedrichshafen wurde. Ab 1885 leitete er als Direktor das Wilhelmsstift und war damit zugleich Stadtpfarrer von Tübingen, bis er 1893 in die Leitung des Bistums Rottenburg wechselte. Dort war er zunächst Domkapitular und anschließend von 1899 bis zu seinem Tod 1913 Generalvikar und Domdekan.
Er war Mitglied der Theologengesellschaft Danubia Tübingen sowie seit 1879 der katholischen Studentenverbindung AV Guestfalia Tübingen im CV.